# Anna Sui
Pour les articles homonymes, voir Sui.
Anna Sui (sinogramme traditionnel : 蕭志美, simplifié : 萧志美, pinyin : Xiāo Zhìměi, japonais : アナスイ) (né le 4 août, 1964 en Détroit, Michigan), est une créatrice de mode américaine.
Elle a été nommée l'une des « Top 5 Mode Icônes de la Décennie », et en 2009 gagné le Geoffrey Beene Lifetime Achievement Award du Conseil des créateurs de mode d'Amérique (CFDA), rejoignant les rangs de Yves Saint Laurent, Giorgio Armani, Ralph Lauren, et Diane von Fürstenberg. Ses catégories de marques comprennent plusieurs lignes de mode, chaussures, cosmétiques, parfums, lunettes, bijoux, accessoires, et une ligne de cadeaux. Produits Anna Sui sont vendus par ses magasins et distributeurs autonomes à travers le monde dans plus de cinquante pays. En 2006, Fortune a estimé la valeur collective de la mode de l'empire de Sui à plus de 400 millions de $USD.

## Réception
Les conceptions de Sui continuent d'attirer de nombreux clients célèbres tels que Blake Lively, Naomi Campbell, Sofia Coppola, Liv Tyler, La Duchesse de Cambridge et Courtney Love.

## Participation à des œuvres caritatives

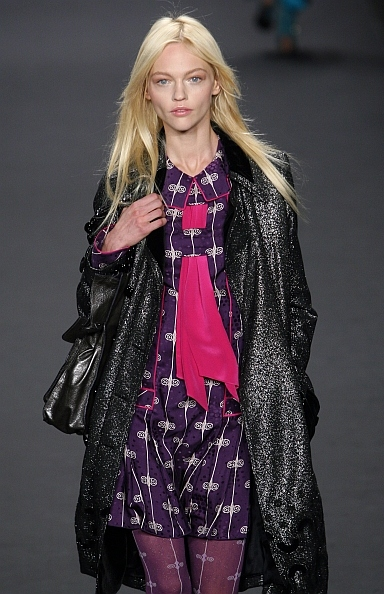
Sasha Pivovarova à l'exposition Anna Sui en février de 2008.

Après les attentats de Bombay 2008, Sui a mis plusieurs de ses créations aux enchères sur eBay, en donnant le produit aux Citoyens pour la justice et la paix, une organisation des droits civiques basé à Bombay.

## Travaux

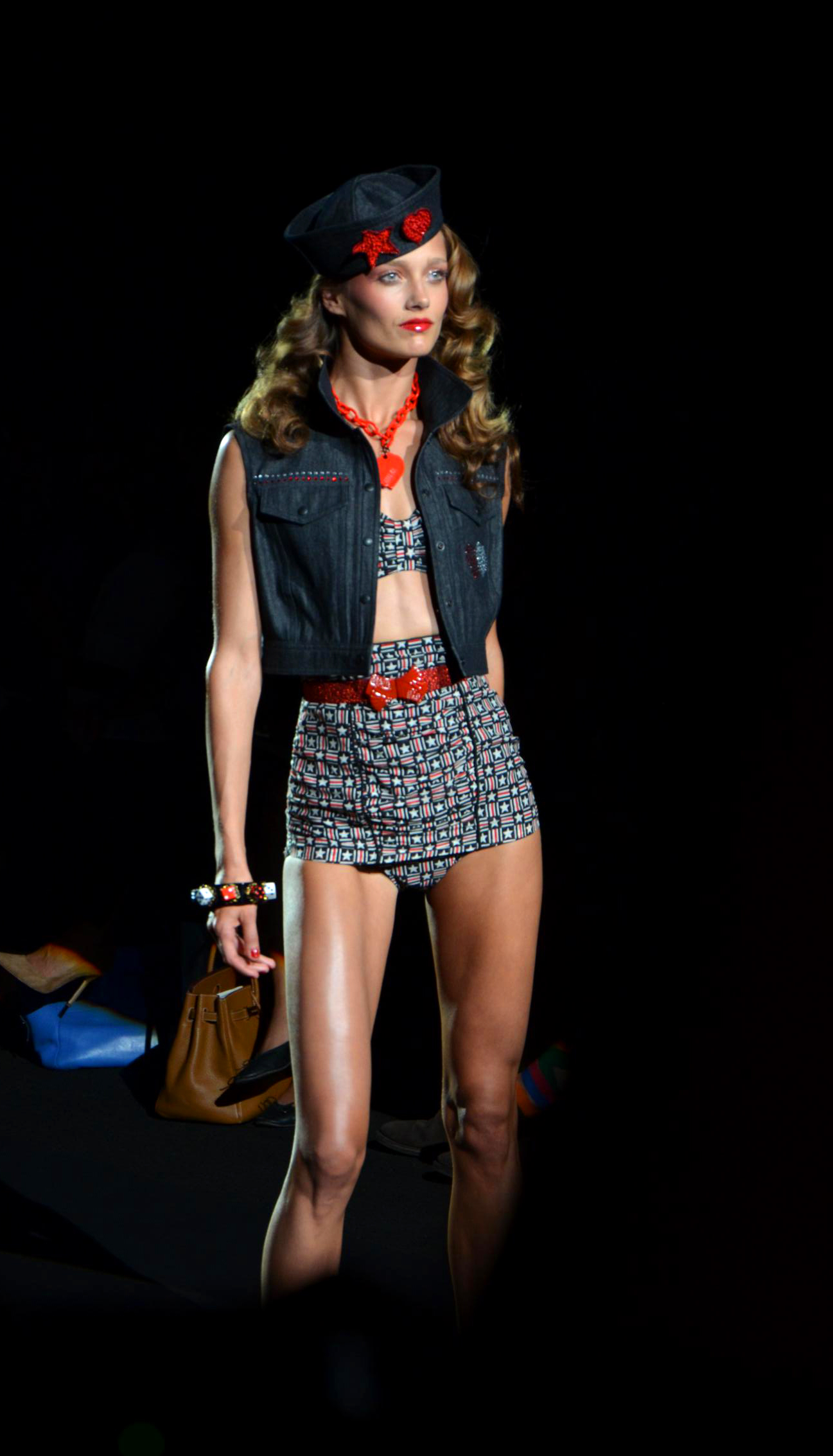
Karmen Pedaru à l'exposition Anna Sui en novembre 2011.

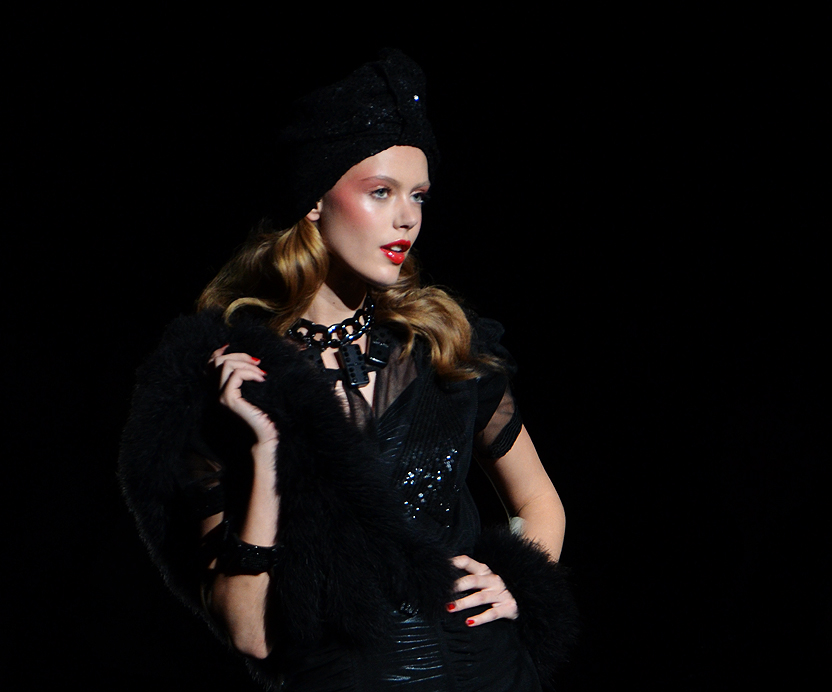
Frida Gustavsson sur la piste en novembre 2011.

### Parfums et cosmétiques
Ce qui suit est une liste des collections de parfums de Sui:
| Year | Fragrance                        | Partner                   | Notes                               |
| ---- | -------------------------------- | ------------------------- | ----------------------------------- |
| 1999 | Anna Sui Classic                 | Wella AG                  |                                     |
| 2000 | Sui Dreams                       | Wella AG                  | Partie de la collection Sui Dreams  |
| 2002 | Sui Love                         | Wella AG                  |                                     |
| 2003 | Dolly Girl                       | Wella AG/Procter & Gamble | Partie de la collection Dolly Girl  |
| 2004 | Dolly Girl Ooh La Love           | Procter & Gamble          | Partie de la collection Dolly Girl  |
| 2005 | Secret Wish                      | Procter & Gamble          | Partie de la collection Secret Wish |
| 2006 | Dolly Girl On The Beach          | Procter & Gamble          | Partie de la collection Dolly Girl  |
| 2006 | Secret Wish Magic Romance        | Procter & Gamble          | Partie de la collection Secret Wish |
| 2007 | Dolly Girl Bonjour L'Amour       | Procter & Gamble          | Partie de la collection Dolly Girl  |
| 2007 | Flight Of Fancy                  | Procter & Gamble          | Partie de la collection Fancy       |
| 2008 | Dolly Girl Lil' Starlet          | Procter & Gamble          | Partie de la collection Dolly Girl  |
| 2008 | Night of Fancy                   | Procter & Gamble          | Partie de la collection Fancy       |
| 2009 | Live Your Dream                  | Procter & Gamble          |                                     |
| 2009 | Rock Me!                         | Procter & Gamble          | Partie de la collection Rock Me     |
| 2010 | Forbidden Affair                 | Procter & Gamble          |                                     |
| 2010 | Rock Me! Summer of Love          | Procter & Gamble          | Partie de la collection Rock Me     |
| 2012 | Anna Sui Fairy Dance Secret Wish | Interparfums              |                                     |
| 2013 | La Vie de Bohème                 | InterParfums              | Partie de la collection Bohème      |
| 2013 | Tin House Fairy Dance            | InterParfums              | Partie de la collection Tin House   |
| 2013 | Tin House Flight of Fancy        | InterParfums              | Partie de la collection Tin House   |
| 2013 | Tin House Forbidden Affair       | InterParfums              | Partie de la collection Tin House   |
| 2013 | Tin House Secret Wish            | InterParfums              | Partie de la collection Tin House   |
| 2014 | La Nuit de Bohème                | InterParfums              | Partie de la collection Bohème      |
| 2014 | La Nuit de Bohème Eau de Parfum  | InterParfums              | Partie de la collection Bohème      |
| 2014 | Sui Dreams in Pink               | InterParfums              | Partie de la collection Sui Dreams  |
| 2015 | Romantica                        | InterParfums              | Partie de la collection Romantica   |
| 2015 | Sui Dreams in Green,             | InterParfums              | Partie de la collection Sui Dreams  |
| 2016 | Sui Dreams in Yellow             | InterParfums              | Partie de la collection Sui Dreams  |
| 2016 | Lucky Wish,                      | InterParfums              | Partie de la collection Secret Wish |
| 2016 | Romantica Exotica                | InterParfums              | Partie de la collection Romantica   |

## Travaux publiés

### Littérature
Ce qui suit est une liste incomplète des costumes de travaux littéraires:
- (en) Anna Sui, Flight of Fancy Journal, New York, Chronicle Books, 2010 (ISBN 0811868303, lire en ligne)
- (en) Anna Sui, Anna Sui Calico Cabaret Journal, New York, Chronicle Books, 2010 (ISBN 0811868389, lire en ligne)
- (en) Anna Sui, Fashion Idea Book, New York, Chronicle Books, 2011 (ISBN 1452101442, lire en ligne)
- (en) Andrew Bolton, Anna Sui, New York, Chronicle Books, 7 mai 2013 (ISBN 1452128596, lire en ligne)

## Filmographie

### Vidéos
- 2015 : Asian American Life

### Télévision
- 1994 : Hi Octane[38] : Se
- 2008 : Bravo A-List Awards[38] : Se
- 2010 : The City[38] : Se
- 2010 : America's Next Top Model[38] : Se
- 2011 : Diana Vreeland: The Eye Has to Travel[38] : Se
- 2012 : Project Runway[38] : Se
- 2011 : Fashion News Live[38] : Se
- 2013 : Tumi Case Studies[39] : Se
- 2014 : Make It in America: Empowering Global Fashion[38] : Se